# Catillochroma
Catillochroma är ett släkte av lavar som beskrevs av Klaus Kalb. 
Catillochroma ingår i familjen Megalariaceae, ordningen Lecanorales, klassen Lecanoromycetes, divisionen sporsäcksvampar och riket svampar. Släktet innehåller bara arten Catillochroma pulverea.